# Ellen Kay Trimberger
Ellen Kay Trimberger (1940) es una socióloga estadounidense.

## Biografía
Nacida en 1940, es profesora de la Universidad de Sonoma State, en la Universidad Estatal de California. 
Es autora de obras como Revolution from above: Military Bureaucrats and Development in Japan, Turkey, Egypt, and Peru (Transaction Books, 1978) o The New Single Woman (Beacon Press, 2005), entre otras, además del capítulo «Feminism, Men, and Modern Love: Greenwich Village, 1900–1925» de Powers of Desire: The Politics of Sexuality (Monthly Review Press, 1983).